# 陈淑容 (南朝梁)
陈淑容（?—?），中国南北朝南朝梁简文帝萧纲的妃嫔。
陈淑容在南朝梁普通四年（523年）生萧纲第二子萧大心，太清元年（547年），萧大心江州刺史。太清三年（549年），梁武帝崩，太子萧纲为帝。立陈氏为淑容。任约进攻江州，属下劝说萧大心逃到建州，陈淑容不愿意萧大心逃走，说：“即日皇上因为年老，就要册立太子，你很久没有见过他们的面了，也不想要去朝廷里看一看。再说我已经年老体弱，而你却想率兵长途跋涉，前路艰险，而粮草又难以保证供应，你让我去受这份罪，怎么称得上是孝子，反正我是不会跟你走的。”萧大心举州出降。萧大心到建康後，被侯景杀死。